# Корінь дванадцятого степеня з двійки
Корінь дванадцятого степеня з двійки або 12√2 — алгебраїчне ірраціональне число. Воно є важливим у теорії музики, де воно задає співвідношення частоти півтонів рівномірно-темперованого строю з дванадцяти тонів. Уперше це число було запропоноване для задання музичного строю в 1580 році (вперше описано, переписано в 1610 році) Сімоном Стевіном.

## Числове значення
Двадцять значущих розрядів кореня дванадцятого степеня з двійки є 1,059 463 094 359 295 2646. Близькими до цього числа відношеннями чисел у порядку збільшення точності є такі: 18⁄17, 196⁄185, і 18904⁄17843.

## Рівномірно-темперований хроматичний стрій
Оскільки музичні інтервали — це співвідношення частот звуків, рівномірно-темперований хроматичний стрій поділяє октаву (що має співвідношення 2:1) на дванадцять рівних частин.
Застосовуючи це значення послідовно до тонів хроматичної гами, починаючи з A, що вище середнього C — наукове позначення A4 — з частотою звучання 440 Гц, отримаємо таку послідовність тонів:
| Нота  | Частота (Гц) | Множник | Коефіцієнт (до шести знаків) | Прибл. відношення |
| ----- | ------------ | ------- | ---------------------------- | ----------------- |
| A     | 440,00       | 20⁄12   | 1.000000                     | 1                 |
| A♯/B♭ | 466,16       | 21⁄12   | 1.059463                     |                   |
| B     | 493,88       | 2⁄12    | 1.122462                     | ≈ 9⁄8             |
| C     | 523,25       | 23⁄12   | 1.189207                     |                   |
| C♯/D♭ | 554,37       | 24⁄12   | 1.259921                     | ≈ 5⁄4             |
| D     | 587,33       | 25⁄12   | 1.334839                     | ≈ 4⁄3             |
| D♯/E♭ | 622,25       | 26⁄12   | 1.414213                     | ≈ 7⁄5             |
| E     | 659,26       | 27⁄12   | 1.498307                     | ≈ 3⁄2             |
| F     | 698,46       | 28⁄12   | 1.587401                     |                   |
| F♯/G♭ | 739,99       | 29⁄12   | 1.681792                     | ≈ 5⁄3             |
| G     | 783,99       | 210⁄12  | 1.781797                     |                   |
| G♯/A♭ | 830,61       | 211⁄12  | 1.887748                     |                   |
| A     | 880,00       | 212⁄12  | 2.000000                     | 2                 |

Остання нота A (880 Гц) має удвічі більшу частоту ніж нижча за неї на октаву A (440 Гц).